# C. k. četnictvo
C. k. četnictvo byl vojensky organizovaný sbor určený k udržování veřejného pořádku a bezpečnosti, který působil v letech 1849–1867 v Rakouském císařství a v letech 1867–1918 v Rakousko-Uhersku.

## Historie

### Vznik
Předchůdcem c. k. četnictva v Rakouském císařství byl četnický pluk v Lombardii, která Rakouskému císařství připadla po Vídeňském kongresu v roce 1815. Tento pluk byl spolu s ostatními vojenskými jednotkami zařazen do rakouské armády. C. k. četnictvo vzniklo císařským nařízením z 8. června 1849. Do jeho čela byl postaven generální inspektor Johann Kempen z Fichtenstammu.

## Organizace
Podle vyhlášky ministerstva vnitra z 18. ledna 1850 bylo vytvořeno 16 četnických pluků. Každý pluk měl asi 1000 mužů.

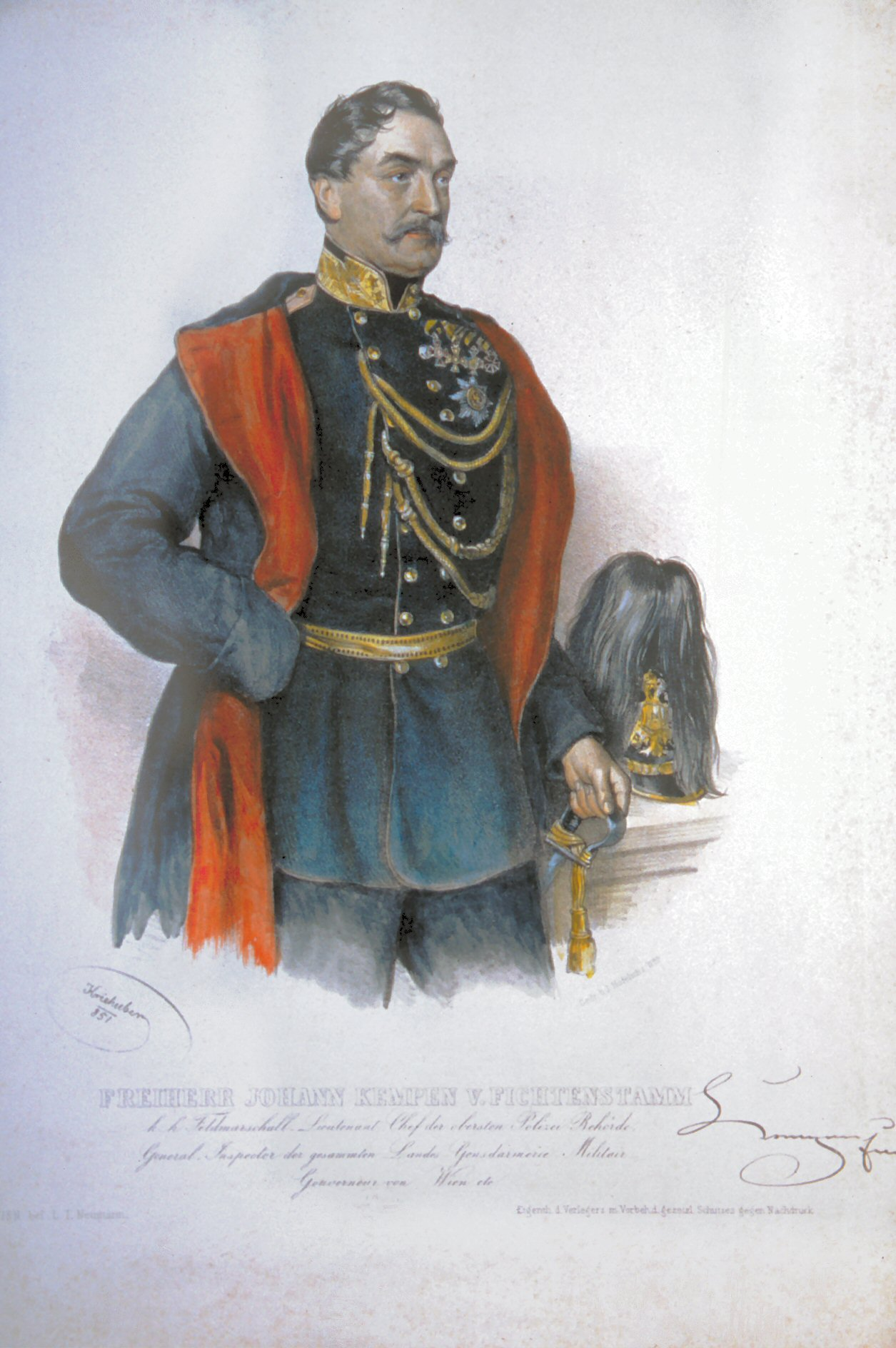
Johann Kempen von Fichtenstamm Litho

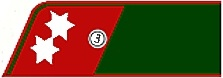
Gendarm - četník 1850

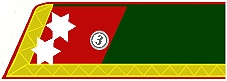
Korporal - desátník 1850

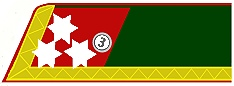
Wachtmeister - strážmistr 1850

### Organizace četnických pluků podle dekretu z 18. ledna 1850
| číslo pluku | země                                  | číslo pluku | země                       |
| ----------- | ------------------------------------- | ----------- | -------------------------- |
| 1           | Dolní a Horní Rakousko a Solnohradsko | 9           | Vojvodina                  |
| 2           | Čechy                                 | 10          | Chorvatsko a Slavonie      |
| 3           | Morava a Slezsko                      | 11          | Korutany, Kraňsko, Přímoří |
| 4           | Halič, Bukovina                       | 12          | Štýrsko                    |
| 5           | Uhry (Košice)                         | 13          | Tyrolsko a Vorarlbersko    |
| 6           | Uhry(Budapešť)                        | 14          | Lombardie                  |
| 7           | Uhry (Velký Varadín)                  | 15          | Benátsko                   |
| 8           | Sedmihradsko                          | 16          | Dalmácie                   |

V roce 1854 byl navýšen počet pluků na 19. Důvodem byla příliš velké zatížení pluků 4, 5 a 6. Území, kde tyto pluky působily, bylo rozděleno a druhá část přidělena novým plukům 17, 18 a 19.

### Změny v organizaci četnických pluků v roce 1854
| číslo pluku | země                     | číslo pluku | země                        |
| ----------- | ------------------------ | ----------- | --------------------------- |
| 4           | východní Halič, Bukovina | 17          | západní Halič (Krakov)      |
| 5           | Uhry (Košice)            | 18          | Uhry (Pozsony / Bratislava) |
| 6           | Uhry (Budapešť)          | 19          | Uhry (Sopron)               |

V roce 1859, kdy Rakousko ztratilo Lombardii, byl zrušen pluk číslo 14. V roce 1866 pak byly pluky reorganizovány na zemská četnická velitelství. Roku 1860 byl četnictvo reorganizováno. Počet pluků byl snížen na 10. Početní stav byl snížen z 19 000 na 8 000.

### Četnické pluky po reorganizaci v roce 1860
| číslo pluku | země                                                    | číslo pluku | země                                              |
| ----------- | ------------------------------------------------------- | ----------- | ------------------------------------------------- |
| 1           | Dolní a Horní Rakousko, Solnohradsko, Štýrsko, Korutany | 6           | Uhry (Budapešť)                                   |
| 2           | Čechy, Morava a Slezsko                                 | 7           | Uhry (Bratislava)                                 |
| 3           | Benátsko, Tyrolsko a Vorarlbersko                       | 8           | Uhry (Šoproň)                                     |
| 4           | Halič, Bukovina                                         | 9           | Sedmihradsko, Vojvodina                           |
| 5           | Uhry (Košice)                                           | 10          | Kraňsko, Přímoří, Chorvatsko a Slavonie, Dalmácie |

V roce 1863 přešla Vojvodina pod působnost 6. pluku.

### Zemské četnické velitelství podle nařízení z 28. ledna 1866
| ZČV čís. | sídlo velitelství    | země                                  | ZČV čís. | sídlo velitelství | země                                |
| -------- | -------------------- | ------------------------------------- | -------- | ----------------- | ----------------------------------- |
| 1        | Vídeň                | Dolní a Horní Rakousko a Solnohradsko | 9        | Temešvár          | Uhry                                |
| 2        | Praha                | Čechy                                 | 10       | Kluž              | Sedmihradsko                        |
| 3        | Benátky              | Benátsko, Tyrolsko, Vorarlbersko      | 11       | Lvov              | východní Halič a Bukovina           |
| 4        | Brno                 | Morava a Slezsko                      | 12       | Krakow            | západní Halič                       |
| 5        | Košice               | Uhry                                  | 13       | Lublaň            | Štýrsko, Korutany, Kraňsko, Přímoří |
| 6        | Pešť                 | Uhry                                  | 14       | Zagreb            | Chorvatsko a Slavonie               |
| 7        | Pozsony / Bratislava | Uhry                                  | 15       | Zadar             | Dalmácie                            |
| 8        | Sopron               | Uhry                                  |          |                   |                                     |

## Velitelé četnictva

### Generální velitel
1849–1859: Johann Franz Kempen von Fichtenstamm  
1859–1865: Karl svobodný pán von Steininger  
1865–1868: Adolf sv. p. z Schönbergeru   
1868–1871: Jan rytíř z Greiplu  
1871–1894: Heinrich Karl Giesl von Gieslingen   
1894–1903: Johan Edler von Horak
1903–1907: Josef Döller von Wolframsberg
1907–1917: Michael Tišljar von Lentulis
1917–1918: František Kaník
1918: Eduard z Tunku

### Velitel pluku v Lombardii 1815–1849
1815–1849: Oberst Ludwig Rivaira

### Velitel pluku 1850–1860

#### Čechy
1850: Obstlt. Josef Kronenberg
1859: Obstlt. Eduard Rottée von Romaroli

#### Morava a Slezsko
1850: Obstlt. Franz Reichardt
1859: Obstlt. Franz Verrette

### Velitel pluku 1860–1866

#### Dolní a Horní Rakousko, Solnohradsko, Štýrsko a Korutany
1860 Oberst Erwin Stainhauser von Treuberg

#### Čechy, Morava a Slezsko
1860–1866: Oberst Rudolph Severus von Laubenfeld

### Zemský velitel 1866–1918

#### Čechy
1866: Oberst Erwin Stainhauser von Treuberg

#### Morava a Slezsko
1866–1867: Petr rytíř Lammer z Castell-Rombalda
1867–1873: Antonín Sabranský z Thalbrücku  
1873–1880: Adolf Polivka z Treunsee  
1880–1885: Jindřich John 
1885–1891: Antonín Galina
1891–1897: Engelbert z Grosslu  
1897–1900: František šl. Polak  
1900–1902: Jindřich Hawel z Heidsee  
1902–1905: Ludvík Eppich  
1905–1912: Jan Herold ze Stody  
1912–1912: Bedřich Vranex (zatímní)  
1912–1914: Gustav Gautsch z Frankenthurnu 
1914–1918: Leopold Trummer z Tronningenu  
1918–1918: Karel Straube 
| Do roku 1914                              | 1914–1918               | hodnostní označení |
| ----------------------------------------- | ----------------------- | --- |
| Gendarm                                   | Gendarm                 | dvě hvězdy |
| Titular-Postenführer                      | Führer                  | tři hvězdy |
| Titular-Wachtmeister                      | Vizewachtmeister        | tři hvězdy, žlutá porta 13 mm široká (od listopadu 1908 20 mm) |
| Titular-Wachtmeister-Postenführer         | Wachtmeister II. Klasse | tři hvězdy z bílého hedvábí, žlutá porta 13 mm široká (od roku 1907 stříbrná a od roku 1908 zvětšená na 20 mm)                                                                                                 |
| Wachtmeister-Postenkommandant             | Wachtmeister I. Klasse  | tři hvězdy z bílého hedvábí, žlutá porta 13 mm široká (od roku 1907 stříbrná a od roku 1908 zvětšená na 20 mm) od II. třídy ho odlišovala důstojnická šavle v ocelové pochvě (1895)s hedvábným porteppe (1907) |
| Wachtmeister-Bezirksgendarmeriekommandant | Bezirkswachtmeister     | tři hvězdy z bílého hedvábí; stříbrná porta pro poddůstojníky a 3 mm od ní 6 mm úzká stříbrná porta |
| Rittmeister                               | Rittmeister             | tři hvězdy |
| Major                                     | Major                   | jedna stříbrná hvězda; 3,3 cm široká zlatá porta pro důstojníky na límci a manžetách |
| Oberstleutnant                            | Oberstleutnant          | jako major, dvě hvězdy |
| Oberst                                    | Oberst                  | jako major, tři hvězdy |

Oběžníkem z roku 1908 bylo předepsáno, že pokud se jednalo o velitele stanic a okresní velitele, měli jako znamení malý zlatý knoflík s císařským monogramem.